# Nombre hipercomplex
En matemàtica, els nombres hipercomplexos són una extensió dels nombres complexos construïts mitjançant eines de l'àlgebra abstracta, tals com quaternions, octonions, ...

## Estructura algebraica
Per ser més precisos, formen àlgebres n-dimensionals sobre els nombres reals. Però cap d'aquestes extensions no forma un cos, principalment perquè el cos dels nombres complexos està algebraicament tancat (veure Teorema fonamental de l'àlgebra).
Els quaternions, octonions i setenions poden ser generats aplicant la construcció de Cayley-Dickson. Les àlgebres de Clifford són una altra família de nombres hipercomplexos.

## Representacions geomètriques
Així com els nombres complexos poden ser vistos com a punts en un pla, els nombres hipercomplexos es poden veure com punts en algun espai euclidià de més dimensions (4 dimensions per als quaternions, tessarins i coquaternions, 8 pels octonions i biquaternions, 16 per als setenions).
Un altre cas interessant és el dels nombres hipercomplexos unitaris, que tenen mòdul unitat, aquests poden ser representats com n-esferes:
- Els quaternions unitaris poden ser representats com {\displaystyle S^{3}}.
- Els octonions unitaris poden ser representats com {\displaystyle S^{7}}.

Aquestes representacions estan molt lligades a la possibilitat de caracteritzar una n-esfera {\displaystyle S^{n}} com a fibrat de Hopf sobre un espai base {\displaystyle S^{m}} amb m < n on cada fibra sigui {\displaystyle S^{n-m}}.

### Mòdul d'un nombre hipercomplex
Si com s'ha explicat abans els nombres hipercomplexos es representen per vectors d'un espai euclidià. Per als nombres hipercomplexos que l'admeten (tots menys els setenions de Cayley-Dickson), el mòdul d'un nombre hipercomplex no és cap altra cosa que el mòdul del vector que els representa. El mòdul d'un nombre hipercomplex |Z| pot calcular-se com l'arrel del producte del nombre hipercomplex pel seu hipercomplex conjugat:

{\displaystyle |Z|={\sqrt {Z{\bar {Z}}}}}